# Діл (Нью-Джерсі)
Діл (англ. Deal) — місто (англ. borough) в США, в окрузі Монмаут штату Нью-Джерсі. Населення — 900 осіб (2020).

## Географія
Діл розташований за координатами 40°14′59″ пн. ш. 73°59′51″ зх. д. / 40.24972° пн. ш. 73.99750° зх. д. (40.249701, -73.997458).  За даними Бюро перепису населення США в 2010 році місто мало площу 3,42 км², з яких 3,21 км² — суходіл та 0,20 км² — водойми.

### Клімат
| Клімат : Діл            | Клімат : Діл | Клімат : Діл | Клімат : Діл | Клімат : Діл | Клімат : Діл | Клімат : Діл | Клімат : Діл | Клімат : Діл | Клімат : Діл | Клімат : Діл | Клімат : Діл | Клімат : Діл | Клімат : Діл |
| Показник                | Січ.         | Лют.         | Бер.         | Квіт.        | Трав.        | Черв.        | Лип.         | Серп.        | Вер.         | Жовт.        | Лист.        | Груд.        | Рік          |
| Середній максимум, °C   | 4,4          | 5,8          | 9,4          | 14,8         | 20,1         | 25,3         | 28,2         | 27,5         | 24,1         | 18,4         | 12,9         | 7,3          | 16,6         |
| Середня температура, °C | 0,2          | 1,5          | 4,9          | 10,2         | 15,5         | 20,8         | 23,8         | 23,2         | 19,6         | 13,6         | 8,5          | 3,2          | 12,1         |
| Середній мінімум, °C    | −3,9         | −2,8         | 0,4          | 5,5          | 10,9         | 16,3         | 19,5         | 18,9         | 15,2         | 8,7          | 4,1          | −1           | 7,7          |
| Норма опадів, мм        | 92           | 78           | 98           | 106          | 100          | 91           | 119          | 123          | 93           | 102          | 97           | 102          | 1201         |
| Вологість повітря, %    | 64.9         | 62.0         | 60.5         | 62.1         | 66.0         | 70.5         | 69.9         | 71.7         | 71.6         | 69.4         | 67.3         | 65.3         | 66.8         |
| ----------------------- | ------------ | ------------ | ------------ | ------------ | ------------ | ------------ | ------------ | ------------ | ------------ | ------------ | ------------ | ------------ | ------------ |
| Джерело: PRISM          |              |              |              |              |              |              |              |              |              |              |              |              |              |

## Демографія
Згідно з переписом 2010 року, у селищі мешкало 750 осіб у 333 домогосподарствах у складі 182 родин. Було 926 помешкань
Расовий склад населення:
| - 91,6 % — білих - 3,5 % — азіатів - 1,6 % — чорних або афроамериканців - 0,1 % — вихідців з тихоокеанських островів - 2,0 % — осіб інших рас |

До двох чи більше рас належало 1,2 %. Частка іспаномовних становила 7,3 % від усіх жителів.
За віковим діапазоном населення розподілялося таким чином: 14,3 % — особи молодші 18 років, 57,0 % — особи у віці 18—64 років, 28,7 % — особи у віці 65 років та старші. Медіана віку мешканця становила 50,9 року. На 100 осіб жіночої статі у селищі припадало 88,0 чоловіків;  на 100 жінок у віці від 18 років та старших — 82,7 чоловіків також старших 18 років.
Середній дохід на одне домашнє господарство  становив 164 055 доларів США (медіана — 80 714), а середній дохід на одну сім'ю — 184 082 долари (медіана — 83 438). Медіана доходів становила 77 083 долари для чоловіків та 35 625 доларів для жінок. За межею бідності перебувало 8,6 % осіб, у тому числі 16,0 % дітей у віці до 18 років та 2,4 % осіб у віці 65 років та старших.
Цивільне працевлаштоване населення становило 327 осіб. Основні галузі зайнятості: роздрібна торгівля — 22,0 %, оптова торгівля — 15,0 %, освіта, охорона здоров'я та соціальна допомога — 14,7 %.